# Aek Parombunan
Aek Parombunan is een bestuurslaag in het regentschap Sibolga van de provincie Noord-Sumatra, Indonesië. Aek Parombunan telt 9871 inwoners (volkstelling 2010).